# Carl Ewald (officer)
 Der er flere personer med dette navn, se Carl von Ewald.
Carl (von)  Ewald (født 1. marts 1789 i Kassel, død 18. marts 1866 i København) var en dansk officer, søn af generalløjtnant Johann Ewald, far til H.F. Ewald.
Han blev født efter at faderen havde modtaget ansættelse i Danmark. Han nød en omhyggelig opdragelse i hjemmet, fik, endnu ikke fyldt 13 år, som gunstbevisning af kronprinsen mod hans fader, udnævnelse som stykjunker i Artillerikorpset, udnævntes 1805 til sekondløjtnant med forpligtelse til senere at tage eksamen og fik, efter 1807 at have underkastet sig denne, aldersorden i korpset fra 1804. 1809 avancerede han til premierløjtnant, 1813 til kaptajn og stod indtil da nominelt i artilleriet, men han forrettede så godt som ikke tjeneste i dette våben, idet han allerede som sekondløjtnant blev ansat som adjoint i generalkvartermesterstaben og hans virksomhed derved forlagt til Generalstaben, til hvilken han forblev knyttet hele sin tjenestetid. 
1813 blev han divisionsadjudant i generaladjudantstaben og ansat som stabschef ved 2. brigade i den bevægelige armédivision, udmærkede sig i træfningerne ved Boden og Sehestedt og dekoreredes med Ridderkorset. 1815 var han stabschef ved 1. brigade af auxiliærkorpset, der drog ind i Frankrig. Efter hjemkomsten tog Ewald i de fredelige dage, der nu påfulgte, levende del i den navnlig af Fibiger og Jahn rejste bevægelse på militærlitteraturens område og var fra 1821-26 sammen med disse mænd medudgiver af 4.-9. bind af Magasin for militær Videnskabelighed. Ved hoffet var han meget yndet, og tillidshverv og gunstbevisninger blev ham til del i rigeligt mål. 1822 blev han lærer hos prins Frederik i krigshistorie og taktik og hørte til prinsens suite på dennes udenlandsrejse 1826-28. 
Da han kom tilbage, blev han jourhavende adjudant hos Frederik VI og Kommandør af Dannebrog, året efter bibliotekar ved Kongens Håndbibliotek. 1825 fik han karakter som major, 1832 som oberstløjtnant, 1834 udnævntes han til divisionskvartermester og 1838 til overadjudant i generalstaben. Ved regeringsskiftet 1839 blev han adjudant hos den nye konge, og få dage efter afløste han, udnævnt til oberst, Frantz Bülow som tjenstgørende generaladjudant og chef for kongens adjudantstab og bureauet for armeens kommandosager. Kort efter at han således var trådt i spidsen for Hærens styrelse, blev den store forsvarskommission, hvis arbejder førte til hærordningen af 1842, nedsat, men han fik næppe synderlig indflydelse på forhandlingernes gang, idet han netop i disse år på grund af svækket helbred måtte opholde sig i udlandet. 
Han fratrådte som generaladjudant allerede kort efter Frederik VII's tronbestigelse og afløstes af oberst Georg Schøller. Han var 1840 blevet kammerherre, 1842 generalmajor, 1847 storkors af Dannebrog; stilledes à la suite i armeen, og 1849 afskedigedes han på grund af svagelighed af krigstjenesten. Ewald var en fint dannet, kundskabsrig og veltænkende mand, og det er vist med rette, når der er blevet sagt om ham, "at han brugte sin Indflydelse til det Gode uden nogen sinde at misbruge den". Han er begravet på Garnisons Kirkegård.